# Francisco Vázquez Vázquez
Pour les articles homonymes, voir Vázquez et Francisco Vázquez.
Francisco José Vázquez Vázquez (/fɾãnˈθisko xoˈse ˈbaθkɛð ˈβaθkɛθ/) est un homme politique espagnol ayant appartenu au Parti socialiste ouvrier espagnol (PSOE), né le 9 avril 1946 à La Corogne.
Il est maire de La Corogne pendant plus de deux décennies, entre 1983 et 2006, et occupe à deux reprises le secrétariat général du Parti des socialistes de Galice-PSOE. Parallèlement à ce parcours local, il siège au Congrès des députés puis au Sénat presque sans interruption de 1977 à 2006.
Cette année-là, ce catholique pratiquant, conservateur sur les questions de société, est nommé ambassadeur auprès du Vatican. Il quitte le PSOE en 2014, au sein duquel il était un opposant résolu aux nationalismes territoriaux.

## Vie privée et formation
Francisco José Vázquez Vázquez naît le 9 avril 1946 à La Corogne. Il étudie le droit à l'université de Saint-Jacques-de-Compostelle puis à l'université CEU San Pablo de Madrid. Devenu inspecteur du travail en 1971, il prend sa retraite en 2013. Il passe quatre ans plus tard un doctorat en droit du travail à l'université de La Corogne.

## Engagement politique

### Municipal et régional, en Galice
Francisco Vázquez adhère au Parti socialiste ouvrier espagnol (PSOE) et à l'Union générale des travailleurs (UGT) en 1975.
Lors d'un congrès extraordinaire du Parti des socialistes de Galice-PSOE (PSdeG-PSOE), il est élu secrétaire général avec moins de 60 % des voix le 10 août 1980. C'est en cette qualité qu'il anime la campagne aux élections parlementaires de Galice du 20 octobre 1981, où il se présente en tête de liste dans La Corogne,. Le scrutin donne 17 députés au PSdeG-PSOE, en troisième position derrière l'Alliance populaire (AP) et l'Union du centre démocratique (UCD).
Réélu secrétaire général du PSdeG-PSOE en février 1982, il remet sa démission dès le 24 mai après que le comité régional a apporté son soutien à la proposition de loi faisant de Saint-Jacques-de-Compostelle la capitale unique de la nouvelle région galicienne. Il est remplacé le 20 juin par Antonio Rodríguez.
Pour les élections municipales du 8 mai 1983, il se présente en tête de liste du PSOE dans sa ville natale de La Corogne, plus grande ville galicienne. Au soir du scrutin, il recueille près de 44 000 voix et 14 conseillers municipaux sur 27 à pourvoir. Il est investi dans ses fonctions le 23 mai suivant. Il est réélu, toujours avec la majorité absolue des sièges, en 1987, 1991, 1995, 1999 et 2003.
Après que Antolín Sánchez Presedo (es) a remis sa démission en raison d'une contestation interne par les partisans d'Alfonso Guerra en raison de sa contre-performance aux élections régionales du 17 octobre 1993, Francisco Vázquez est désigné le 5 février 1994 président de la direction provisoire du PSdeG-PSOE. Il revient au poste de secrétaire général le 15 mai 1994, à l'occasion d'un congrès marqué par une forte division, portant Abel Caballero à la présidence honorifique de la commission exécutive. Malgré la défaite sévère enregistrée par Caballero aux élections parlementaires du 19 octobre 1997, Vázquez obtient une semaine la confiance du comité national du parti avec 62 % des voix. Il annonce finalement sa démission le 27 juin 1998, après que les militants de La Corogne l'ont investi à 80 % comme tête de liste aux élections municipales de 1999. Le 10 octobre suivant, le porte-parole parlementaire Emilio Pérez Touriño est choisi pour le remplacer, défaisant l'ancien adjoint de Vázquez, Miguel Cortizo.
Il est un opposant résolu aux nationalismes périphériques, notamment au nationalisme galicien. Il disait refuser pour ses enfants « la Galice voulue par le Bloc nationaliste galicien ». Ce dernier lui reprochait en retour d'utiliser le nom castillan de sa ville — La Coruña — au lieu du nom officiel en galicien A Coruña.

### Parcours national
Francisco Vázquez siège au Congrès des députés à partir des élections constituantes du 15 juin 1977, occupant systématiquement la tête de liste dans La Corogne, sauf en 1979 où il laisse cette place à Alejandro Otero Soto,. Il préside la Fédération espagnole des villes et des provinces (FEMP) entre 1991 et 1995, un poste qu'il retrouve en 2003.
Lors du XXXIVe congrès fédéral du PSOE en 1997, son nom est un temps évoqué pour occuper le secrétariat général du parti, après le renoncement de Felipe González. À l'occasion des élections générales du 12 mars 2000, il quitte le Congrès pour représenter La Corogne au Sénat.

## Après la mairie de La Corogne

### Ambassadeur au Vatican
Francisco Vázquez est nommé le 10 février 2006 ambassadeur auprès de l'État de la Cité du Vatican par le gouvernement de José Luis Rodríguez Zapatero. Le président du gouvernement justifie ce choix par les convictions idéologiques de l'intéressé, un catholique pratiquant, opposé à ce que l'union des couples de personnes de même sexe porte le nom de « mariage » et qui s'était absenté en 1998 du Congrès pour ne pas avoir à voter au sujet de l'interruption volontaire de grossesse. Cette décision est chaudement saluée par le Parti populaire (PP).
Le 24 mars suivant, le socialiste Javier Losada lui succède à la mairie de La Corogne avec le soutien des 14 élus socialistes. C'est également Losada, en qualité de suppléant aux élections de 2004, qui est appelé à reprendre le siège qu'il laisse vacant au Sénat. Celui-ci prend effectivement possession de son mandat sénatorial le 24 avril.
La diplomate María Jesús Figa le remplace, à sa demande, en avril 2011 dans ses fonctions diplomatiques.

### Rupture avec le PSOE
Francisco Vázquez renonce en 2014 à sa condition de militant du Parti socialiste, après avoir soutenu le discours d'Albert Rivera et son parti Ciudadanos. Selon Vázquez, le PSOE n'est plus qu'une coquille vide idéologique, a été mal géré par son secrétaire général Alfredo Pérez Rubalcaba et constitue désormais « un bureau de reclassement »,.
Il se montre un critique résolu des mesures prises par Pedro Sánchez en faveur ou en accord avec les indépendantistes catalans, qu'il s'agisse de la grâce judiciaire accordée à plusieurs dirigeants de ce mouvement en juin 2021 ou de la réforme du délit de sédition dans le Code pénal en décembre 2022, dont la nouvelle rédaction est plus favorable aux responsables condamnés de ce chef pour l'organisation du référendum d'indépendance de 2017.